# Andrew Skeen
Pour les articles homonymes, voir Skeen.
Andrew Skeen, né le 20 janvier 1873 et mort le 18 février 1935, est un général britannique. Il sert dans l'Armée des Indes britanniques lors de la Première Guerre mondiale et de la Troisième guerre anglo-afghane comme chef d'état major.

## Carrière militaire
Skeen est en poste de 1897 à 1898 à la frontière nord ouest de l'Inde et participe aux opérations du Malakand. Il est ensuite envoyé en Chine en 1900, puis en Afrique de 1902 à 1904 et participe aux opérations en Somalie.

Au cours de la première guerre mondiale, il est nommé chef d'état major du général William Birdwood. Il participe à la campagne de Gallipoli en 1915, il est cité pour son action dans la sécurisation de la crique de l'ANZAC avant la bataille de Sari Bair.
Il reçoit pour ses actions à Gallipoli l'Ordre de Saint-Michel et Saint-Georges et la croix de guerre française. Il est directeur des opérations militaires au quartier général de l'armée indienne en 1916, puis chef d'état major adjoint de l'armée indienne en 1917.

En 1919, il dirige la 3e brigade d'infanterie indienne d'Abbottabad, puis commandant de la Force de Kurram Kohat et participe à la Troisième guerre anglo-afghane.
De 1919 à 1920, Skeen est commandant des troupes des vallées de Tochi et de Derajat au Waziristan à la frontière nord ouest de l'Inde. Il participe à la campagne de répression des tribus locales. Il est ensuite nommé commandant des districts de Kohat en 1921 et de Peshawar en 1922.

En 1923, il est général en chef du Commandement d'Inde du Sud, puis devient chef d'état major de l'Inde en 1924 avant de quitter l'armée en 1929.